# Peter Browe
Peter Browe SJ (* 22. Dezember 1876 in Konstanz; † 18. Mai 1949 in Baden-Baden) war ein deutscher Jesuit und Moraltheologe.

## Leben
Peter Browe wurde als Sohn der Constanze Browe geboren. Er studierte an der Universität Berlin Rechtswissenschaften; im Jahr 1895 trat er in den Jesuitenorden ein. Während seiner Ausbildungszeit wurde er für fünf Jahre nach São Leopoldo (Brasilien) geschickt, um dort Mathematik zu unterrichten. Später studierte er vier Jahre lang Theologie in Valkenburg. 1912 wurde er zum Priester geweiht.
Im Ersten Weltkrieg war er zwei Jahre lang Pfarrer einer Division. Anschließend kehrte er an die Universität Berlin zurück und setzte sein juristisches Studium fort. Danach diente er an der Universität Frankfurt am Main als Studentenseelsorger. Ebenso unterrichtete er Moraltheologie an den Ausbildungsstätten seines Ordens in Maastricht, Valkenburg, Immensee und Frankfurt am Main, wo er Mitglied der Fakultät des Instituts St. Georgen war.
Während seiner Zeit als Studentenseelsorger, als er Zugang zu Frankfurter Bibliotheken hatte, erforschte er die mittelalterliche Moral- und Pastoraltheologie. Als besonders verdienstvoll wird Browes Beitrag zur Erforschung der Eucharistie im Mittelalter betrachtet. Seine quellengesättigten und interdisziplinär ausgerichteten kultur- und liturgiehistorischen Studien gelten heute als unverzichtbar für die Beschäftigung mit diesem Thema. Veranlasst durch die Judenfeindlichkeit im Dritten Reich befasste er sich auch mit den Beziehungen zwischen Christentum und Judentum im Mittelalter.
Peter Browe blieb zu Lebzeiten auch innerhalb seines Ordens weitgehend unbekannt. Über das grundlegende biografische Gerüst und das Zeugnis einiger weniger Studenten und Freunde hinaus ist über seine Lebensgeschichte auch später nur wenig bekannt geworden. Seine Persönlichkeit wird als geistig wach, schweigsam und gewissenhaft beschrieben. Besonders in der Zeit des Nationalsozialismus lebte er isoliert und zurückgezogen. Seine historischen Forschungen betrieb er weitgehend im Privaten und trat damit wenig an die Öffentlichkeit. Seine Lehre und Forschung war Zeitzeugen zufolge durch Lebensnähe und Klarheit sowie „unerbittliche Ehrlichkeit bis in das Problematische hinein“ gekennzeichnet. Browe starb 75-jährig im Vinzentiushaus der Jesuiten in Baden-Baden.

## Veröffentlichungen (in Auswahl)
- De frequenti communione in ecclesia occidentali usque ad annum circa 1000 (Rom 1932)
- Beiträge zur Sexualethik des Mittelalters (1932)
- De ordaliis (zwei Bände; Rom 1932/1933)
- Die Verehrung der Eucharistie im Mittelalter (1933)
- Zur Geschichte der Entmannung. Religions- und rechtsgeschichtliche Studien (1936)
- Die eucharistischen Wunder des Mittelalters (1938)
- Die häufige Kommunion im Mittelalter (1938)
- Die Pflichtkommunion im Mittelalter (1940)
- Die Judenmission im Mittelalter und die Päpste (Rom 1942)

30 verstreut veröffentlichte Aufsätze Browes zur Eucharistiegeschichte im Mittelalter wurden 2003 in einem Sammelband zusammengefasst und neu herausgegeben:
- Die Eucharistie im Mittelalter. Liturgiehistorische Forschungen in kulturwissenschaftlicher Absicht. Mit einer Einführung herausgegeben von Hubertus Lutterbach und Thomas Flammer. (Vergessene Theologen, Band 1). Lit-Verlag, Münster 2003 (5. Aufl. 2010, ISBN 978-3-8258-6233-6)